# Campeonato Acreano de Futebol de Juniores
O Campeonato Acreano de Futebol de Juniores é uma competição anual de futebol masculino, atualmente para jogadores com menos de 19 anos de idade, organizada pela Federação de Futebol do Estado do Acre.

## Títulos por equipe
| Clube             | Cidade            | Títulos                                |
| ----------------- | ----------------- | -------------------------------------- |
| Rio Branco        | Rio Branco        | 6 (2000, 2006, 2013, 2014, 2016, 2017) |
| Juventus          | Rio Branco        | 4 (2003, 2004, 2005, 2008)             |
| Atlético Acreano  | Rio Branco        | 3 (2010, 2011, 2012)                   |
| Galvez            | Rio Branco        | 3 (2015, 2018, 2019)                   |
| Independência     | Rio Branco        | 1 (2002)                               |
| Plácido de Castro | Plácido de Castro | 1 (2007)                               |